# Robert Satcher
Robert Lee Satcher Jr. (Hampton, 22 de setembro de 1965) é um astronauta, médico e engenheiro químico norte-americano. Como médico e engenheiro, Satcher recebeu diversas premiações e foi o primeiro ortopedista no espaço.

## Biografia
Após concluir o curso secundário na Carolina do Sul, Satcher se formou em engenharia química no Instituto de Tecnologia de Massachusetts (MIT) e como médico na Universidade de Harvard. Seu pós-doutorado e residência médica foram feitos entre 1994 e 2000 na Universidade da Califórnia em Berkeley.

### NASA
Selecionado pela NASA em maio de 2004, ele completou o curso de astronauta em fevereiro de 2006 e foi ao espaço em 16 de novembro de 2009, integrando a tripulação da missão STS-129, voo este realizado pelo ônibus espacial Atlantis, como especialista de missão. Nesta missão, Satcher realizou duas atividades extraveiculares, num total acumulado de doze horas e dezenove fora da nave, respectivamente em companhia dos astronautas Michael Foreman e Randolph Bresnik para a instalação de uma antena, tanques de oxigênio e outros equipamentos na parte externa da Estação Espacial Internacional.